# Int’Air Îles
Az Int’Air Îles (IATA: I7, ICAO: IIA, Hívójel: INTER ILES) egy regionális comore-szigeteki légitársaság, amely az Ouani repülőtérről üzemelteti a járatait. A légitársaságot 2007-ben alapították Inter Îles Air néven, és 2015 márciusában változtatták meg a nevét Int’Air Îles-re. A légitársaság, a hat turbólégcsavaros repülőgépből álló flottájával a Comore-szigetek mindhárom szigetét, a francia Mayotte szigetét, Tanzániát és Madagaszkárt szolgálja ki.
Az Int’Air Îles alapító tagja a Vanilla Alliance-nek, egy légiszövetségnek amely 2015 szeptemberében jött létre több indiai-óceáni központú légitársaság között.

## Története
Az Int’Air Îles 2007-ben jött létre Inter Îles Air néven. A vállalat 2012. november 27-től felfüggesztette működését, egészen 2013. május 18-ig, amikor beszerzett egy új Saab 340-es típusú repülőgépet, amivel újra tudta üzemeltetni a járatait.
2013 november elején az Inter Îles Air az Ewa Air légitársaság oldalára állt, miután a comore-szigeteki kormány visszavonta az Ewa Air üzemeltetési jogait a Dzaoudzi-Moroni útvonalon. A két vállalat közösen levelet írt a Comore-szigeteki Közlekedési Minisztériumnak, amelyben az Ewa Air jogainak a visszaadását sürgetik. A vita a hónap vége felé rendeződött. Az Ewa Air visszakapta a forgalmi jogait, és az Inter Îles Air újraindíthatta a Dzaoudziba induló járatait.
2015. március 13-án a légitársaság átnevezte magát Int’Air Îles-re, és bemutatta új arculatát. 2015. június 22-én az anjouani Ouani repülőtér nemzetközi adó megfizetésére kötelezte az Int’Air Îles-t a repülőtérről a francia Mayotte szigetére induló járatai után és amely szerint ezért a légitársaságnak 4 millió Comore-i franknyi adóssága volt. A légitársaság korábban belföldi adót fizetett, amely nyolcszor alacsonyabb volt, mint a nemzetközi adó. Az Ouani repülőtér azt közölte, hogy amennyiben az Int’Air Îles június 29-ig nem fizeti ki a tartozását, kitiltják a repülőtérről. A légitársaság megtagadta a tartozás kifizetését, arra hivatkozva, hogy a Comore-szigetek kormánya Mayotte-ot a Comore-szigetek egyik szigetének, és így belföldi célállomásának tekinti; az Int’Air Îles ezután felfüggesztette minden tevékenységét. Július 1-jén a közlekedési minisztérium bejelentette, hogy az Int’Air Îles magasabb árat számított fel a Mayotte-ra induló járatokra szóló jegyekért, mint a comore-szigeteki járatokra szóló jegyekért, és ezt az árkülönbséget ki kellett fizetniük. Ezután rövidesen megállapodás született, és a vállalat megállapodott az áprilisi és májusi adósságai kifizetésében, és beleegyezett hogy nemzetközi adót fizet ezentúl. A légitársaság július 14-én újraindította a járatait.
2015. szeptember 21-én az Int’Air Îles alapító tagja lett a Vanilla Alliance-nak, amelynek célja az Indiai-óceán légitársaságai közötti együttműködés támogatása és a légi közlekedés javítása a régióban. A többi alapító légitársaság az Air Austral, az Air Madagascar, az Air Mauritius és az Air Seychelles.
2016 decemberében a Francia Polgári Légiközlekedési Hatóság megtiltotta az légitársaságnak, hogy a Réunionban található Saint-Pierre repülőterére járatokat indítson, mivel biztonsági aggályai voltak a Said Ibrahim herceg nemzetközi repülőtérrel kapcsolatban. A francia hatóságok kijelentették, hogy felül fogják vizsgálni a tilalmat, miután 2017 januárjában látogatást tettek a repülőtéren, hogy felmérjék a fennálló helyzetet. A comore-szigeteki közlekedési minisztérium válaszul megtiltotta a francia Air Austral és Ewa Air légitársaságok működését az országban, de ezt a francia tisztviselőkkel folytatott megbeszéléseket követően visszavonták.

## Célállomások
Az Int’Air Îles a következő célállomásokat szolgálta ki 2017-ben:

## Flotta
2015 novemberében az Int’Air Îles két Cessna 208 Caravan, két Cessna 404 Titan és egy Let L-410 Turbolet repülőgépet üzemeltetett. Emellett a ch-aviation 2016 decemberében arról számolt be, hogy a légitársaság egy Airbus A320-200-as repülőgépet szerzett be. A légitársaság 2019 augusztusától egy Saab 340B típusú repülőgépet üzemeltetett.

## Balesetek és incidensek
- 2012. november 27-én Int’Air Îles D6-HUA lajstromjelű Embraer 120-as repülőgépe öt perccel a Said Ibrahim herceg nemzetközi repülőtérről való felszállás után kényszerleszállást kellett végrehajtania a vízen. Az Ouani repülőtérre tartó repülőgépből felszállás közben szivárgott az üzemanyag, és nem sikerült visszatérnie Moroniba. A fedélzeten tartózkodó mind a 25 utast és a személyzet 4 tagját helyi halászok mentették ki, és csak a pilóta szenvedett kisebb sérüléseket. A repülőgépet ezután nyugdíjazták, és az Int'Air Îles több mint öt hónapra felfüggesztette a működését.[14][15][16]

## Fordítás
Ez a szócikk részben vagy egészben  az   Int'Air Îles című angol Wikipédia-szócikk ezen változatának fordításán alapul.  Az eredeti cikk szerkesztőit annak laptörténete sorolja fel. Ez a jelzés csupán a megfogalmazás eredetét és a szerzői jogokat jelzi, nem szolgál a cikkben szereplő információk forrásmegjelöléseként.